# Бердичевский, Леонид Афанасьевич
Леонид Афанасьевич (Афро́имович) Бердичевский (1908—1944) — участник Великой Отечественной войны, заместитель командира 64-го гвардейского отдельного танкового полка по политической части (3-й гвардейский механизированный корпус, 1-й Прибалтийский фронт), Герой Советского Союза, гвардии подполковник.

## Биография
Родился в Умани, в семье служащего 24 марта 1908 года. Еврей. Учился на рабфаке. Работал уполномоченным райколхозсоюза в Шепетовском районе ныне Хмельницкой области.
В РККА с 1930 года. с этого же года — член ВКП(б)/КПСС.
В 1933 году окончил Харьковское бронетанковое училище. Участвовал в походе в Западную Украину 1939 года и в советско-финляндской войне 1939—40 годов.
С началом Великой Отечественной войны на фронте. Отличился 27—31 июля 1944 года при освобождении г. Елгава (Латвийская ССР). Умело руководил подразделением, которое уничтожило танк, 15 зенитных и 7 полевых орудий. Когда его танк был подожжён, направил машину на зенитную пушку и уничтожил её. Погиб в этом бою. Звание Героя Советского Союза присвоено 24 марта 1945 года.

## Награды
Указом Президиума Верховного Совета СССР от 24 марта 1945 года за мужество, отвагу и героизм, проявленные в борьбе с немецко-фашистскими захватчиками, гвардии подполковнику Бердичевскому Леониду Афанасьевичу посмертно присвоено звание Героя Советского Союза.
Награждён орденами Ленина, Красного Знамени, Красной Звезды.

## Память
Похоронен в Елгаве, где до 1991 года была улица, названная в его честь.

## В воспоминаниях современников
В ходе штурма, ... совершил также выдающийся подвиг  заместитель командира 64-го отдельного тяжелого танкового полка по политической части подполковник Леонид Афанасьевич  Бердичевский. Следуя в атаку на своём танке   во главе подразделений полка,  он уничтожил один вражеский танк и 15 зенитных орудий. Танк дважды загорался ,  и оба раза Бердичевский, рискуя жизнью , организовывал тушение пожара. Все члены экипажа получили сильные ожоги , однако продолжали бой. И в третий раз вспыхнула машина -  броню пробило снарядом.Раненный осколками, подполковник приказал экипажу покинуть горящий танк, а сам,  прикрывая отход танкистов, продолжал вести огонь до тех пор, пока машина не взорвалась. Так погиб этот бесстрашный человек. Звание Героя Советского Союза Л.А.Бердичевскому было присвоено посмертно.
— Герой Советского Союза  Маршал Советского Союза  Баграмян И.Х.  Так  шли мы к победе. — М.: Воениздат, 1977. — С. 386.